# Greg Gilmore
Greg Gilmore es un músico estadounidense nacido en Francia el 3 de enero de 1962 y afincado en Seattle, Washington desde edad temprana. Es cofundador de la discográfica First World Music.
Gilmore alcanzó relativa fama al convertirse en el batería de la aclamada pero poco duradera formación de grunge llamada Mother Love Bone junto con el fallecido Andrew Wood, Stone Gossard, Jeff Ament y Bruce Fairweather. Después de la muerte de Wood en abril de 1990 por sobredosis de heroína, la banda se separó y Gossard y Ament formaron Pearl Jam.
Greg Gilmore también fue miembro durante un corto período, en el año 1986, del grupo Skin Yard, también de grunge, y en el que militaba su amigo Jack Endino, posterior productor musical, a quien Gilmore ayudó en la grabación de dos de sus discos solistas, titulados Angle of Attack, en 1990, y Endino's Earthworm, en 1992.
En los años posteriores, Gilmore colaboró con varios artistas, como los grupos Land o Doghead. Greg también formó parte del proyecto de Duff McKagan, bajista de Guns N' Roses, titulado 10 Minute Warning.
- Datos: Q3295017
- Multimedia: Greg Gilmore / Q3295017